# Mady Berry
Pour les articles homonymes, voir Berry (homonymie).
Madeleine Van Blitz dite Mady Berry, née à Berck le 4 octobre 1887 et morte à  Paris 13e le 18 janvier 1965, est une actrice française.

## Biographie
Fille de Salomon Van Blitz, photographe, et de Marguerite Berry, Madeleine Van Blitz naît le 4 octobre 1887 à Berck.
Elle épouse à Paris 18e le 5 juillet 1910, l'acteur Paul Marcel Millet (1886-1970) avec lequel elle demeure 32 rue des Abbesses. Elle étudie, ensuite, au conservatoire de Nice et fait ses débuts au théâtre à Marseille en 1912.
Divorcée de Paul Marcel Millet, elle se marie en seconde noces à Paris 12e le 7 août 1915 avec René Max Wachthausen, employé de chemin de fer, avec lequel elle demeure 34 boulevard de la Bastille.
C'est en 1930 avec l'avènement du parlant qu'elle entame une carrière au cinéma. Elle impose rapidement, à la scène comme à l'écran, sa silhouette plantureuse et ses joues rebondies de brave femme au cœur d'or, qui garde son franc-parler. En 30 ans, elle jouera dans près de 80 films en France et en Allemagne. Son jeu subtil, même si ses emplois ne favorisent pas les nuances, l'amènent chez Marcel Carné (Les Portes de la nuit, Le jour se lève), Max Ophüls, Maurice Tourneur, Georg Wilhelm Pabst (Don Quichotte, 1933, où elle est mémorable dans le rôle de la femme de Sancho Pança).
En 1962, elle livre ses souvenirs dans Cinquante ans sur les planches, avec une préface d'Edwige Feuillère.
Mady Berry meurt le 18 janvier 1965 à Paris 13e et est inhumée dans le cimetière parisien de Thiais (Val-de-Marne) mais sa tombe a disparu après la date d’expiration de la concession.

## Filmographie
- 1921 : Bénitou d'Albert Durec (court métrage)
- 1929 : La route est belle de Robert Florey
- 1930 : Le Roi des resquilleurs de Pierre Colombier
- 1931 : Tout ça ne vaut pas l'amour de Jacques Tourneur
- 1931 : Les Cinq Gentlemen maudits de Julien Duvivier
- 1931 : Le Juif polonais de Jean Kemm
- 1931 : Durand contre Durand de Eugène Thiele et Léo Joannon
- 1931 : La Fille et le Garçon de Wilhelm Thiele et Roger Le Bon
- 1931 : Gloria de Hans Behrendt et Yvan Noé
- 1932 : L'Amoureuse Aventure de Wilhelm Thiele : Mme Touzet
- 1932 : Le Rosier de Madame Husson de Dominique Bernard-Deschamps
- 1932 : Le Crime du Bouif de André Berthomieu
- 1932 : La Maternelle de Jean-Benoît Lévy et Marie Epstein
- 1932 : Don Quichotte de Georg Wilhelm Pabst
- 1932 : Les Gaietés de l'escadron de Maurice Tourneur
- 1932 : Les Vignes du Seigneur de  René Hervil : Mme Bourjeon
- 1933 : Au bout du monde de Gustav Ucicky et Henri Chomette
- 1933 : La Femme invisible de Georges Lacombe
- 1933 : Le Paquebot Tenacity de Julien Duvivier
- 1933 : Une fois dans la vie de Max de Vaucorbeil
- 1934 : Dactylo se marie de René Pujol et Joe May : Thérèse
- 1934 : Mam'zelle Spahi de Max de Vaucorbeil
- 1934 : Le Scandale de Marcel L'Herbier
- 1934 : Le Centenaire - court métrage - de Pierre-Jean Ducis
- 1935 : Quadrille d'amour  de Richard Eichberg et Germain Fried : La tante Eugénie
- 1935 : Coup de vent de Jean Dréville
- 1935 : Jeunes Filles à marier de Jean Vallée
- 1936 : Trois, six, neuf, de Raymond Rouleau
- 1936 : La Terre qui meurt, de Jean Vallée
- 1936 : La Rose effeuillée de Georges Pallu
- 1936 : Rigolboche de Christian-Jaque
- 1936 : Blanchette de Pierre Caron
- 1936 : La Brigade en jupons de Jean de Limur
- 1936 : Le Chemin de Rio de Robert Siodmak
- 1936 : La Flamme de André Berthomieu
- 1936 : Jeunes Filles de Paris de Claude Vermorel : Mme Maubert
- 1936 : Prête-moi ta femme de Maurice Cammage
- 1936 : Radio - court métrage - de Maurice Cloche
- 1936 : La Reine des resquilleuses de Max Glass et Marco de Gastyne
- 1937 : L'Appel de la vie de Georges Neveux
- 1937 : La Bâtarde ou Le Mariage de Véréna de Jacques Daroy
- 1937 : Arsène Lupin détective de Henri Diamant-Berger : Victoire
- 1937 : Ces dames aux chapeaux verts de Maurice Cloche
- 1937 : La Citadelle du silence de Marcel L'Herbier
- 1937 : Les Deux combinards de Jacques Houssin
- 1937 : La Fille de la Madelon de Georges Pallu et Jean Mugeli
- 1937 : L'Innocent de Maurice Cammage
- 1937 : La Mort du cygne de Jean-Benoît Lévy et Marie Epstein
- 1937 : Le Puritain de Jeff Musso
- 1937 : Rendez-vous Champs-Élysées de Jacques Houssin
- 1938 : La Tragédie impériale de Marcel L'Herbier
- 1938 : Le Cœur ébloui de Jean Vallée
- 1938 : Ma sœur de lait de Jean Boyer
- 1938 : Prince Bouboule de Jacques Houssin
- 1938 : Les Rois de la flotte de René Pujol
- 1938 : Une de la cavalerie de Maurice Cammage
- 1939 : Les Cinq Sous de Lavarède de Maurice Cammage
- 1939 : Le jour se lève de Marcel Carné
- 1939 : Le Chemin de l'honneur de Jean-Paul Paulin : la patronne de l'hôtel
- 1939 : Le monde tremblera ou La révolte des vivants de Richard Pottier
- 1939 : Les Otages de Raymond Bernard
- 1939 : Pièges de Robert Siodmak
- 1939 : Rappel immédiat de Léon Mathot
- 1939 : Sans lendemain de Max Ophüls
- 1940 : Les Surprises de la radio de Marcel Paul
- 1941 : Six petites filles en blanc, d'Yvan Noé
- 1942 : Félicie Nanteuil de Marc Allégret
- 1945 : Étoile sans lumière de Marcel Blistène
- 1945 : L'ange qu'on m'a donné de Jean Choux
- 1946 : Les Portes de la nuit de Marcel Carné
- 1947 : Clochemerle de Pierre Chenal
- 1947 : La Dame d'onze heures de Jean-Devaivre
- 1948 : Vire-vent de Jean Faurez
- 1949 : L'Inconnue n°13 de Jean-Paul Paulin : Maria
- 1949 : Nous avons tous fait la même chose de René Sti
- 1949 : On n'aime qu'une fois de Jean Stelli
- 1949 : On ne triche pas avec la vie de René Delacroix et Paul Vandenberghe
- 1949 : Vendetta en Camargue de Jean-Devaivre
- 1951 : Monsieur Octave de Maurice Téboul
- 1951 : Agence matrimoniale de Jean-Paul Le Chanois
- 1952 : Un caprice de Caroline chérie de Jean-Devaivre
- 1952 : Mon mari est merveilleux de André Hunebelle
- 1957 : Le Souffle du désir de Henri Lepage
- 1957 : Les Œufs de l'autruche de Denys de La Patellière
- 1957 : En votre âme et conscience, épisode : L'Affaire Lafarge de Jean Prat
- 1958 : Adélaïde de Philippe Ducrest : Princesse Ulrique-Marie

## Théâtre

### Comédienne
- 1911 : Le Marchand de passions de Maurice Magre, Théâtre des Arts
- 1922 : L'Avocat d'Eugène Brieux, Théâtre du Vaudeville
- 1923 : L'Enfant d'Eugène Brieux, Théâtre du Vaudeville
- 1924 : La Fleur d'oranger d'André Birabeau et Georges Dolley, Comédie Caumartin
- 1924 : La Galerie des glaces de Henry Bernstein, Théâtre du Gymnase
- 1926 : La Viveuse et le moribond de François de Curel, Théâtre des Arts
- 1927 : Les Amants de Paris de Pierre Frondaie, Théâtre Sarah-Bernhardt
- 1928 : J'ai tué de Léopold Marchand, mise en scène René Rocher, Théâtre Antoine
- 1934 : Le Canard sauvage d'Henrik Ibsen, mise en scène Georges Pitoëff, Théâtre du Vieux-Colombier, Théâtre des Mathurins
- 1935 : Ce soir on improvise de Luigi Pirandello, mise en scène Georges Pitoëff, Théâtre des Mathurins
- 1935 : Margot d'Édouard Bourdet, mise en scène Pierre Fresnay, Théâtre Marigny
- 1936 : Angelica de Leo Ferrero, mise en scène Georges Pitoëff, Théâtre des Mathurins
- 1937 : Baignoire B. de Maurice Diamant-Berger, mise en scène Jean Wall, Théâtre Marigny
- 1940 : La Familiale de Jean de Letraz, Théâtre de la Michodière
- 1945 : Topaze de Marcel Pagnol, mise en scène Alfred Pasquali, Théâtre Pigalle
- 1946 : Le Bal des pompiers de Jean Nohain, mise en scène Pierre-Louis, Théâtre des Célestins
- 1947 : Une mort sans importance d'Yvan Noé et A. Linou, mise en scène Yvan Noé, Théâtre de la Potinière
- 1949 : Nous avons tous fait la même chose de Jean de Letraz, Théâtre de la Potinière
- 1950 : Le Complexe de Philémon de Jean Bernard-Luc, mise en scène Christian-Gérard, Théâtre Montparnasse
- 1951 : Les Liaisons dangereuses de Pierre Choderlos de Laclos, mise en scène Marguerite Jamois, Théâtre Montparnasse
- 1953 : Médée de Jean Anouilh, mise en scène André Barsacq, Théâtre de l'Atelier
- 1953 : Zamore de Georges Neveux, mise en scène André Barsacq, Théâtre de l'Atelier
- 1954 : Living-Room de Graham Greene, mise en scène Jean Mercure, Théâtre Saint-Georges, Théâtre Montparnasse en 1955
- 1957 : Trois Souris aveugles d’Agatha Christie, mise en scène Christian-Gérard, Théâtre de la Renaissance
- 1958 : Mourir au soleil de Jean Primo, Théâtre de l'Œuvre

### Metteur en scène
- 1958 : La Fée de Didier Daix, Théâtre des Arts